# Thomas G. Schattner
Thomas Gregor Schattner (* 28. April 1955 in Dahn) ist ein deutscher Klassischer Archäologe.

## Leben
Thomas G. Schattner studierte Klassische Archäologie, Kunstgeschichte und Romanistik an den Universitäten Mainz, Bonn und Coimbra. Er wurde im Wintersemester 1986/1987 bei Burkhardt Wesenberg an der Universität Mainz mit der Arbeit Griechische Hausmodelle. Untersuchungen zur frühgriechischen Architektur promoviert. Anschließend kam er zur Zentrale des Deutschen Archäologischen Instituts (DAI) in Berlin als Referent bei der Wissenschaftsabteilung. Als Mitarbeiter von Klaus Tuchelt arbeitete er bis zum Jahr 1996 regelmäßig auf der Grabung in Didyma (Türkei). Daraus erwuchs auch das Thema seiner Habilitation im Jahre 2001 an der Universität Gießen: Didyma, die Fundkeramik des 8. bis 4. Jahrhunderts v. Chr. Schattner ist außerplanmäßiger Professor für das Fach Klassische Archäologie an dieser Universität. Im Jahre 1996 wurde er zum Wissenschaftlichen Direktor der Abteilung Madrid des Deutschen Archäologischen Instituts mit Dienstsitz in Lissabon gewählt. Nach der Schließung der Außenstelle in Lissabon im Jahr 1999 ging er an die Abteilung in Madrid, 2020 trat er in den Ruhestand.
Sein wissenschaftliches Werk zeigt die weite Spanne seiner Interessen. Er ist Mitglied zahlreicher Gelehrtenvereinigungen: Ordentliches Mitglied des Deutschen Archäologischen Instituts, Miembro Correspondiente de la Real Academia de la Historia (Madrid), Membro Correspondente da Academia da História (Lisboa), Miembro Correspondiente de la Real Academia de Bellas Artes de Santa Isabel de Hungría (Sevilla), Miembro Correspondiente de la Real Academia de Bellas Artes y Ciencias Históricas (Toledo), Miembro Correspondiente de la Academia Andaluza de la Historia (Sevilla) sowie Miembro de Honor de la Gran Institución Duque de Alba (Ávila).

## Schriften (Auswahl)
Autorenschaft
- Griechische Hausmodelle. Untersuchungen zur frühgriechischen Architektur (Mitteilungen des Deutschen Archäologischen Instituts, Athenische Abteilung. Beiheft 15). Gebr. Mann, Berlin 1990, ISBN 3-7861-1585-0 (zugleich Dissertation, Universität Mainz 1986/1987).
- Munigua. Cuarenta años de investigaciones (Arqueologia monografias. Memorias, Band 16). Junta de Andalucia, Consejería de Cultura, Sevilla 2003, ISBN 84-8266-364-X.
- Didyma 3: Ergebnisse der Ausgrabungen und Untersuchungen seit dem Jahre 1962. Band 4: Die Fundkeramik vom 8. bis zum 4. Jahrhundert v. Chr. Von Zabern, Mainz 2007, ISBN 978-3-8053-3827-1 (mit einem Beitrag von: Josef Riederer; zugleich Habilitationsschrift, Universität Gießen 2001).
- mit Maria J. Santos und Juan Aurelio Pérez Macías: Tharsis-Projekt. Wirtschaftsweise, Gesellschaft und Kultur in der Kontaktzone zwischen Küste und Hinterland des hispanischen Südwestens zur mittleren Eisenzeit (= Madrider Beiträge. Band 33). Reichert, Wiesbaden 2015, ISBN 978-3-89500-961-7.
- mit Wolfram Martini: Mulva VII. Die Thermen und das Forum (= Madrider Beiträge. Band 41). Reichert, Wiesbaden 2021, ISBN 978-3-95490-508-9.

Herausgeberschaften
- mit Fernando Valdés Fernández: Spolien im Umkreis der Macht. Akten der Tagung in Toledo vom 21. bis 22. September 2006. Spolia en el entorno del poder (Iberia archaeologica, Band 12). Von Zabern, Mainz 2009, ISBN 978-3-8053-4190-5.
- Stadttore. Bautyp und Kunstform. Akten der Tagung in Toledo vom 25. bis 27. September 2003. Puertas de ciudades (Iberia archaeologica, Band 8). Von Zabern, Mainz 2006, ISBN 3-8053-3576-8.
- Archäologischer Wegweiser durch Portugal (Kulturgeschichte der Antiken Welt, Band 74). Von Zabern, Mainz 1998, ISBN 3-8053-2313-1.